# K (libro)
K (también llamado Kylie) es un artbook edición limitada por la cantante de pop australiana Kylie Minogue y su director creativo William Baker. Fue lanzado para que coincida con su gira KylieX2008 en 2008. Sólo se imprimieron 1000 ejemplares, todos firmados por Minogue y Baker.
El libro contiene fotografías tomadas por Baker del regreso de Minogue en el escenario de 2006 Showgirl: Homecoming Tour a la gira KylieX2008. Muchas fotografías eran inéditas. Según el sitio web de Kylie Minogue, "el libro documenta una parte fundamental e intensamente emocional de la vida de Kylie, cuando se dio los primeros pasos valientes para volver a ser el foco de atención - y su progresión desde ese punto".
El libro estaba disponible a la venta en sus conciertos por £250.00.

## Fotografías

### Showgirl: Homecoming Tour
- Vestido usado en el póster promocional de la gira.
- Homecoming (vestido) - Aparece en el acto homónimo. Un vestido al estilo carnaval
- Burning Up/Vogue (vestido) - Aparece en la proyección de la remixada canción homónima del acto Pop Paradiso. Una clase de traje de payasa.
- Pop Paradiso - Aparece en el acto homónimo. Un negro vestido carnavalero.
- Everything Taboo Medley (vestido) - Aparece en el acto Everything Taboo y la proyección de No More Rain en KylieX2008. Un vestido tipo pompón.
- Athletica (vestido) - Aparece en el acto homónimo. Traje felino.
- Dance of the Cybermen (indumentaria) - Aparece en el acto homónimo. Se muestra fotos de Minogue con el vestido antes de salir para el acto y bailando. Peluca cristalina y vestido colorido, tipo mariposa.
- Encore (vestido) - Aparece en el acto homónimo.
- White Diamond (vestidos) - Aparece en el acto Homecoming, en la proyección de la canción. También se muestra en la proyección de White Diamond Theme en For You, For Me Tour 2009.
- Imagen abrazándose con su hermana Dannii Minogue, vistiendo el traje felino de Athletica.
- Bailarinas con ejemplares del rosado vestido carnavalero del acto Homecoming.

### X
- X (carátula) - Usado como portada de álbum homónimo y, una versión derivada, en el sencillo The One.
- Wow
  - Carátula. Aparece como portada de Europa CD 1 del sencillo.
  - Vestido usado en el video musical del sencillo y usado en la interpretación de Can't Get You Out Of My Head de The Kylie Show.
- In My Arms (vestido) - En el video del sencillo y la portada del mismo. Muestra a Minogue con las gafas de sol ochenteras y un traje estilo Sillitoe Tartan.
- All I See (arte) - Kylie posando con el rostro incrustado con cristales y un fondo con colecciones de mariposas., usado en una de las portadas del sencillo. Existe otra versión de esta, echada sobre una cama de seda con pétalos de rosas. Además, muestra el traje con cadenas usado en el video promocional del sencillo, usado también en la proyección de Ruffle My Feathers en el acto Xlectro Static de KylieX2008; en otra toma, sale con un bulldog.
- 2 Hearts
  - Arte usado en la portada del sencillo. Minogue se muestra con un peinado tupé, el ojo pintado con un estrambótico rayo negro y mordiéndose un dedo.
  - Traje. Kylie viste una blusa, guantes que cubre todos sus brazos y zapatos de varios cordonos, todo de negro, con un peinado inspirado en Marilyn Monroe.
- Love is Blind (vestido) - Sentada una banca alta con los ojos tapados con un lazo, que lleva tejida la palabra "Love is Blind" a lo largo de ella.
- Sensitized - Cabalgando el toro mecánico en The Kylie Show.
- No More Rain - Kylie es una clase de hada azul, con una hombrera esponjosa una alusión a una nube, y de sus manos cae perlas en formas de gotas.
- Kylie Says Party
- I Believe in You - Vestido usado en la versión acústica del video promocional mostrado en The Kylie Show.
- Kylie posando entre varias bolas de cristal. Muchos fanáticos lo relacionan como una representación del bonus track Rippin' Up the Disco.

### KylieX2008
- Fencer Woman - Kylie está vestida como una esgrimidora con una lazo morado y un esgrima. Usado como icono de la gira.
- Xlectro Static - Vestida como un vestido morada, guantes dorados y luciendo como si fuera una matriz de cables conectada a ella. Usado como icono de la gira y en el acto homónimo.
- Cheer Squad - Vestida como una jugadora de fútbol americano, con un solo protector de brazo. No confundir con el usado en el acto del mismo nombre. Aparece como icono promocional de la gira.
- Sometime Samurai (vestido) - Aparece en la proyección de la canción homónima, del acto Naughty Manga Girl.
- Sensitized (vestido) - Aparece en la proyección de la canción homónima, del acto Naughty Manga Girl.
- No More Rain (vestido) - En la proyección de la canción, en el acto Encore.
- Like a Drug (vestido) - Aparece en la proyección de la canción homónima, del acto Xposed. Usado como icono de la gira.

### Otros
- También se muestra fotos cotidianas de Minogue, retocadas artísticamente.

- Datos: Q3280380